# Montréal (Gers)
Montréal – miejscowość i gmina we Francji, w regionie Oksytania, w departamencie Gers.
Według danych na rok 1990 gminę zamieszkiwało 1 221 osób, a gęstość zaludnienia wynosiła 19 osób/km² (wśród 3020 gmin regionu Midi-Pyrénées Montréal plasuje się na 282. miejscu pod względem liczby ludności, natomiast pod względem powierzchni na miejscu 56.).